# Plectris ocularis
Plectris ocularis är en skalbaggsart som beskrevs av Frey 1967. Plectris ocularis ingår i släktet Plectris och familjen Melolonthidae. Inga underarter finns listade i Catalogue of Life.